# Osteoklast
Osteoklaster är en cell från immunförsvaret som inte försvarar kroppen mot inkräktare, utan istället bryter ned (onödig) benvävnad. 
De utvecklas från monocyt-makrofaglinjens stamceller, har flera cellkärnor samtidigt och finns i all benvävnad i urgröpningar kallade Howships lakuner. På undersidan har deras cellmembran en räfflad yta med gropar som påminner om mikrovilli. Genom denna "fot" utsöndras vätejoner, som bryter ner benmineralerna och enzymer som bryter ned kollagenstrukturerna som håller samman benmineralerna.
För att inte enzym och vätejoner skall läcka ut och skada kringliggande vävnad finns det en tät försegling runt "cellfoten", en så kallad "sealing zone". 
Vid låga nivåer av kalcium stimuleras bisköldkörteln vilken i sin tur utsöndrar parathormon (PTH), ett hormon som tillsammans med vitamin D stimulerar de benuppbyggande cellerna, osteoblasterna. Osteoblasterna stimulerar i sin tur de inaktiva pre-osteoklasterna till att bli aktiva osteoklaster och bryta ner ben.
Osteoklasterna återfinns oftast i en s.k. lakun, benvävnade, denna typ av lakun kallas Howships lakun.

## Cathepsin K
Det huvudsakliga enzymet som bryter ner benvävnaden mellan hydroxylapatitkristallerna är Cathepsin K. Benväv består av hydroxylapatitkristaller bundna till kollagena fibrer, och Cathepsin K verkar genom att bryta ner kollagenet. Osteoklasten utsöndrar även andra cathepsiner. Dessa utsöndras i betydligt mindre omfattning och deras funktioner ej ännu är helt klargjorda.

### Webbkällor
- Solunetti.fi - Histologi